# Барбоза, Мариу Гибсон
Ма́риу Ги́бсон А́лвис Барбо́за (порт. Mário Gibson Alves Barbosa; 13 марта 1918, Олинда, Пернамбуку — 26 ноября 2007, Рио-де-Жанейро) — бразильский государственный деятель, министр иностранных дел Бразилии (1969—1974).

## Биография
В 1937 году получил высшее образование в сфере права и социальных наук на юридическом факультете Федерального университета штата Пернамбуку.
В 1939 году поступил на дипломатическую службу в аппарат МИД Бразилии,
- 1941—1943 гг. — вице-консул Бразилии в Хьюстоне,
- 1943—1945 гг. — третий секретарь,
- 1945—1949 гг. — второй секретарь,
- 1950—1952 гг. — первый секретарь посольства Бразилии в США,
- 1952—1954 гг. — первый секретарь представительства в Брюсселе (Бельгия),
- 1955—1959 гг. — советник-посланник в посольстве в Аргентине, с 1956 г. — временный поверенный,
- 1959—1962 гг. — министр-советник представительства Бразилии при ООН.

В 1962 г. являлся начальником канцелярии министра иностранных дел Бразилии Афонсу ди Мелу Франку.
- 1962—1966 гг. — посол в Австрии,
- 1966—1967 гг. — посол в Парагвае, активно участвовал в урегулировании двустороннего пограничного конфликта,
- 1967—1968 гг. — посол в США,
- 1968—1969 гг. — генеральный секретарь по внешней политике МИД.

В 1969—1974 гг. — Министр иностранных дел Бразилии в правительстве генерала Эмилиу Гаррастазу Медиси. В этот период внешнеполитический курс страны был основан на концепции «дипломатии национального интереса» («Diplomacia do Interesse Nacional»), когда во главу угла были поставлены двусторонние и многосторонние соглашения, а не идеология Движения неприсоединения 1960-х годов.
Барбоза также начал активно взаимодействовать с арабскими государствами, что привело к увеличению поставок нефти в Бразилию, однако нарушило внешнеторговый баланс страны. Ситуация стала особенно неблагоприятной после взлета цен на «черное золото» в связи с началом Войны Судного дня в октябре 1973 года. Данная проблема серьёзно усугубилась и в дальнейшем.
Барзбозу стал автором так называемой «африканской политики Бразилии», посетив в ноябре 1972 года девять западноафриканских государств (Кот-д’Ивуар, Гана, Того, Дагомея (ныне Бенин), Заир, Камерун, Нигерия, Сенегал и Габон). В то же время МИД Бразилии придерживался позиции невмешательства по вопросу деколонизации так называемых «заморских провинций» Португалии (Гвинея-Бисау, Ангола и Мозамбик).
- 1974—1977 гг. — посол в Греции,
- 1977—1982 гг. — посол в Италии,
- 1982—1986 гг. — посол в Великобритании. На этом посту стремился защитить интересы соседней Аргентины в её территориальном споре с Британией за Фолклендские острова.

С 1986 года в отставке.